# Декстер (Айова)
Декстер (англ. Dexter) — місто (англ. city) в США, в окрузі Даллас штату Айова. Населення — 640 осіб (2020).

## Географія
Декстер розташований за координатами 41°31′4″ пн. ш. 94°12′40″ зх. д. / 41.51778° пн. ш. 94.21111° зх. д. (41.517907, -94.211012).  За даними Бюро перепису населення США в 2010 році місто мало площу 6,08 км², уся площа — суходіл. В 2017 році площа становила 3,24 км², уся площа — суходіл.

## Демографія
Згідно з переписом 2010 року, у місті мешкало 611 особа в 257 домогосподарствах у складі 178 родин. Густота населення становила 101 особа/км².  Було 284 помешкання (47/км²).
Расовий склад населення:
| - 98,5 % — білих - 1,1 % — чорних або афроамериканців - 0,2 % — корінних американців |

До двох чи більше рас належало 0,2 %. Частка іспаномовних становила 2,8 % від усіх жителів.
За віковим діапазоном населення розподілялося таким чином: 24,2 % — особи молодші 18 років, 62,5 % — особи у віці 18—64 років, 13,3 % — особи у віці 65 років та старші. Медіана віку мешканця становила 36,3 року. На 100 осіб жіночої статі у місті припадало 103,0 чоловіків;  на 100 жінок у віці від 18 років та старших — 99,6 чоловіків також старших 18 років.
Середній дохід на одне домашнє господарство  становив 61 142 долари США (медіана — 54 688), а середній дохід на одну сім'ю — 69 318 доларів (медіана — 65 962). За межею бідності перебувало 11,3 % осіб, у тому числі 16,6 % дітей у віці до 18 років та 5,9 % осіб у віці 65 років та старших.
Цивільне працевлаштоване населення становило 452 особи. Основні галузі зайнятості: освіта, охорона здоров'я та соціальна допомога — 23,0 %, фінанси, страхування та нерухомість — 13,5 %, будівництво — 11,9 %.